# Егоров, Юрий Николаевич (учёный)
Ю́рий Никола́евич Его́ров (род. 24 сентября 1960, Баку) — российский учёный, доктор экономических наук, профессор.

## Биография
Родился в 1960 году в Баку в семье военнослужащего.
Учился на экономическом факультете Ивановского государственного университета (1978—1983) и в аспирантуре МГУ имени М. В. Ломоносова (1987—1990).
Работал в Ивановском химико-технологическом университете, МГУ, Государственном университете управления, Государственном университете Министерства финансов.
Состоит в СП России (2015).
- Лауреат литературной премии «Наследие» (2022).
- Победитель международного литературного конкурса «Петроглиф» (2021).
- Лауреат литературного фестиваля-конкурса «Русский Гофман» (2018).
- Финалист национальной литературной премии «Писатель года» (2018—2022).
- Организатор международного литературного фестиваля Добрых сердец и литературной премии «Искусство слова».

Как прозаик публиковался в журналах «Грани», «Новый мир», «Балтика», «Петровский мост», «Читаем вместе», «Северо-Муйские огни» и др.
Автор художественных книг «Кошлинские волшебницы», «Подарок на Рождество», «Цветочница и птицелов», «Волшебство вокруг нас» (все — издательство «У Никитских ворот», 2021—2022).
Проживает в Московской области.